# VFA-154
El Escuadrón 154 de Caza y Ataque (en inglés: Strike Fighter Squadron 154, VFA-154), también conocido como los "Black Knights" (en español: Caballeros Negros), es un escuadrón de caza y ataque de la Armada de Estados Unidos basado en Naval Air Station Lemoore. Los Black Knights son escuadrón operacional de la flota que usa aviones F/A-18F Super Hornet. Actualmente están asignados al Ala Aérea Embarcada Once y está desplegado a bordo del portaaviones USS Nimitz (CVN-68). Su código de radio es "Knight" (en español: Caballero).

## Historia

### Desde finales de la década de 1940 a la década de 1980
El VFA-154 comenzó su historia como VFB-718 el 1 de julio de 1946 basado en NAS New York en Nueva York operando el F6F Hellcat como un escuadrón de la Reserva Naval. Poco después cambiaron al avión F4U Corsair. La unidad también pasó por varios cambios de designación, pasando por VF-68A y luego VF-837.

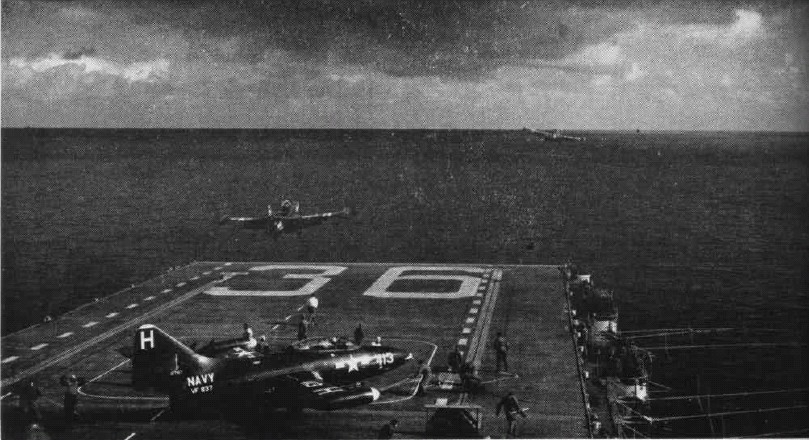
Cazas F9F-2B del VF-837 siendo lanzados desde el portaaviones USS Antietam frente a Corea.

Cuando la unidad fue denominada VF-837 el escuadrón se trasladó desde NAS Moffett Field en California. El VF-837 realizó operaciones de combate en la guerra de Corea desde el portaaviones USS Antietam. En esa época ellos estaban volando en el F9F-2 Panther. El VF-837 regresó de su primer crucero y comenzó a preparar un segundo. El 4 de febrero de 1953, mientras pasaba bajo el Puente Golden Gate a bordo del USS Princeton (CV-37) en camino de regreso a Corea, el VF-837 se convirtió en el VF-154. El VF-154 lanzó 470 toneladas y disparó 1.500.000 proyectiles durante su estadía en Corea y el 15 de junio de 1953 el VF-154 voló 48 misiones en un solo día, estableciendo un nuevo récord para un escuadrón de la Armada. Para ese instante el escuadrón había cambiado al F9F-5 Panther. Durante este periodo hasta el otoño de 1957, la insignia del VF-154 era una pantera negra llameante sobre un fondo amarillo. Hacia finales de la década de 1950 el VF-154 –aún con base en NAS Moffett Field– estaba volando el FJ-3 Fury.

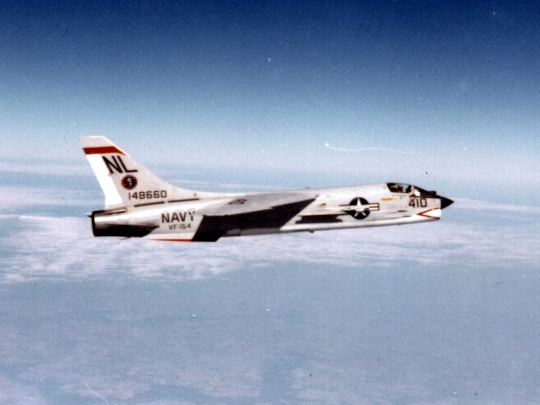
Un F-8D Crusader del VF-154 a principios de la década de 1060.

En el año 1957 el VF-154 se cambió al primer avión supersónico operacional en ser usado en portaaviones, el F-8 Crusader. Debido a los nuevos cazas que alcanzaban las 1000 millas por hora, el escuadrón fue designado The Grand Slammers (en español: Los Grandes Golpeadores). En reconocimiento de la nuera era y avión, el VF-154 cambió su insignia, que fue diseñada por el piloto del escuadrón John "Crash" Miottel, la versión final fue dibujada por el caricaturista Milton Caniff. La nueva insignia consistía de un caballero cruzado en plata sobre un fondo negro con dos divisiones de F-8 (formaciones de 4 aviones) cruzando en el fondo. La combinación de aviones supersónicos y las pequeñas cubiertas modificadas de los portaaviones de la Segunda Guerra Mundial tipo "27-Charley", tales como el USS Hancock (CV-19), portaaviones donde estaba embarcado el VF-154, no fue sencilla tanto para el avión como para los pilotos, El VF-154 perdió 14 aviones y el 20% de sus pilotos durante este proceso.
Debido al diseño de la insignia y al arribo de los nuevos aviones Crusader configurados para operar durante la noche, el escuadrón se volvió conocido extraoficialmente como los Caballeros Negros (en inglés: Black Knights). La designación fue agregada a la insignia y tanto esta como el nombre permanecen como los símbolos del VF-154 hasta hoy en día.
El primer despliegue del año 1965 fue a bordo del USS Coral Sea (CV-43), como parte del Ala Aérea Embarcada Quince. En este despliegue el escuadrón se vio involucrado en la Guerra de Vietnam y sus primeras misiones de combate ocurrieron el 7 de febrero de ese año y duraron hasta noviembre de 1965. Posteriormente se produjeron despliegues de combate en forma anual y luego el VF-154 se cambió al F-4 Phantom II y formó parte del Ala Aérea Embarcada Dos, donde permaneció hasta 1980. Después de segundo crucero con el Coral Sea, los Black Knights se cambiaron al portaaviones USS Ranger (CV-61) y completaron cinco cruceros más en el Sudeste Asiático.

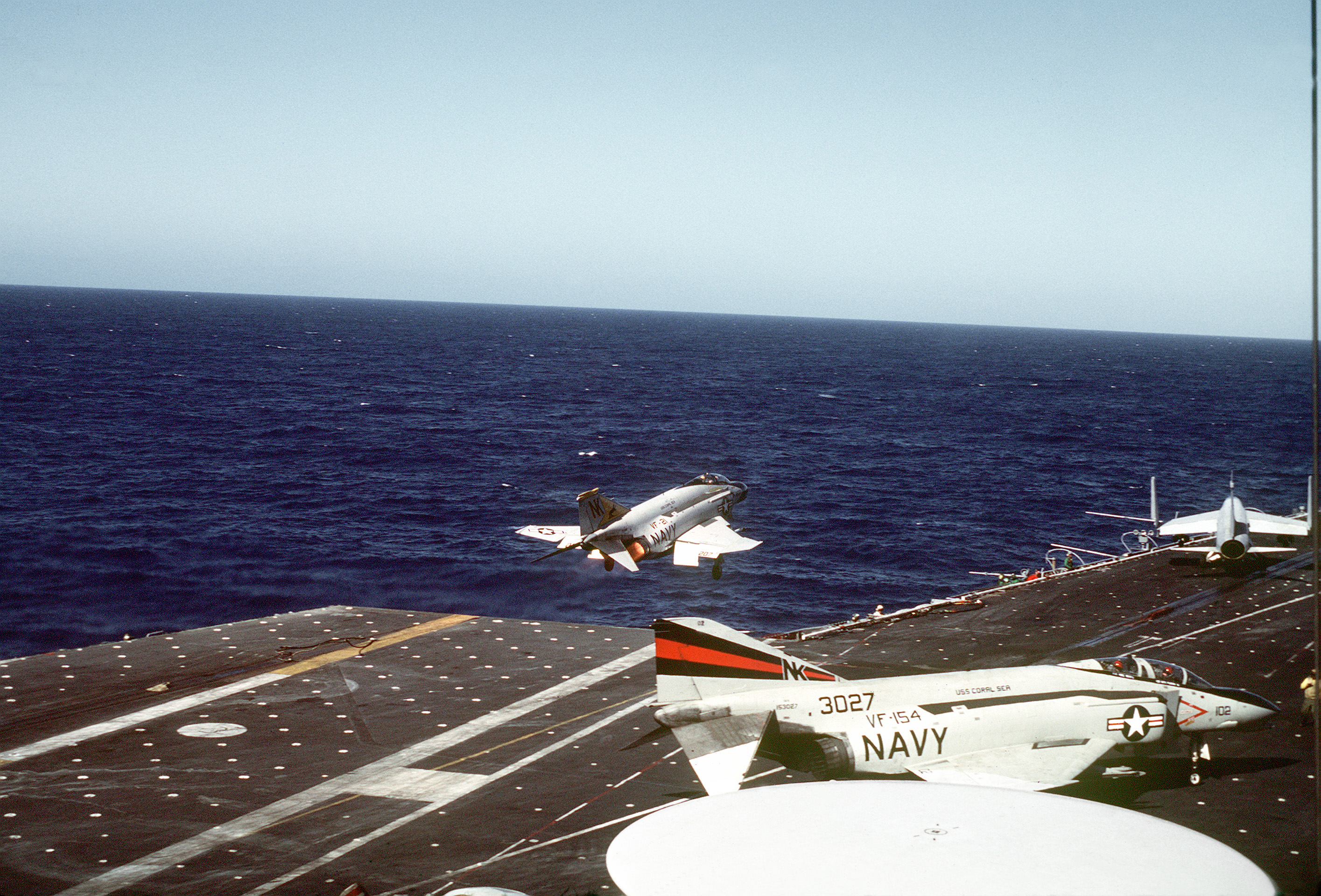
Un F-4N Phantom II perteneciente al VF-154 (derecha) a bordo del portaaviones USS Coral Sea.

Durante los cruceros al Pacífico Occidental 1968-1969, 1969-1970 y 1970-1971 a bordo del USS Ranger, el VF-154 estaba equipado con el F-4J Phantom II que usaba el sistema de radar Westinghouse AWG-10. A partir de su despliegue del 16 de noviembre de 1972 a bordo del USS Ranger, el VF-154 participó en algunos de los últimos ataques lanzados por la Armada de Estados Unidos durante la guerra, fueron parte de los escuadrones del crucero final de la guerra de Vietnam, y les fue otorgada la medalla Clifton, que los reconoció como el mejor escuadrón de caza de la Armada de Estados Unidos.
En el año 1979 la unidad se cambió al F-4S, la última versión en ser usada por la armada de este avión, pero volvió a usar el F-4N en enero de 1981. Continuaron realizando varios cruceros con el USS Coral Sea, ya que la cubierta de este portaaviones no eran lo suficiente fuertes para operar el avión Grumman F-14 Tomcat. Durante este período el VF-154 pasó 120 días en alta mar frente a la costa de Irán durante la crisis de los rehenes en Irán hasta que los rehenes fueron formalmente liberados y entregados a Estados Unidos a solo minutos de que el nuevo presidente estadounidense Ronald Reagan jurara su cargo. De esta forma el VF-154, y su escuadrón hermano el VF-21, se encontraron entre las últimas unidades en ser convertidas al avión F-14A. Finalmente el VF-154 se cambió al F-14A en octubre de 1983. Debido a este tardío cambio el escuadrón recibió desde el comienzo aviones F-14 modernizados al estándar TARPS. El primer crucero con el F-14 ocurrió en el año 1985 a bordo del USS Constellation (CV-64) como parte del Ala Aérea Embarcada Catorce. Durante su despliegue del año 1987 el escuadrón operó en el Golfo Pérsico, durante este despliegue interceptaron aviones P-3 iraníes y volaron en el Golfo de Omán, en la llamada estación Gonzo.

### Década de 1990

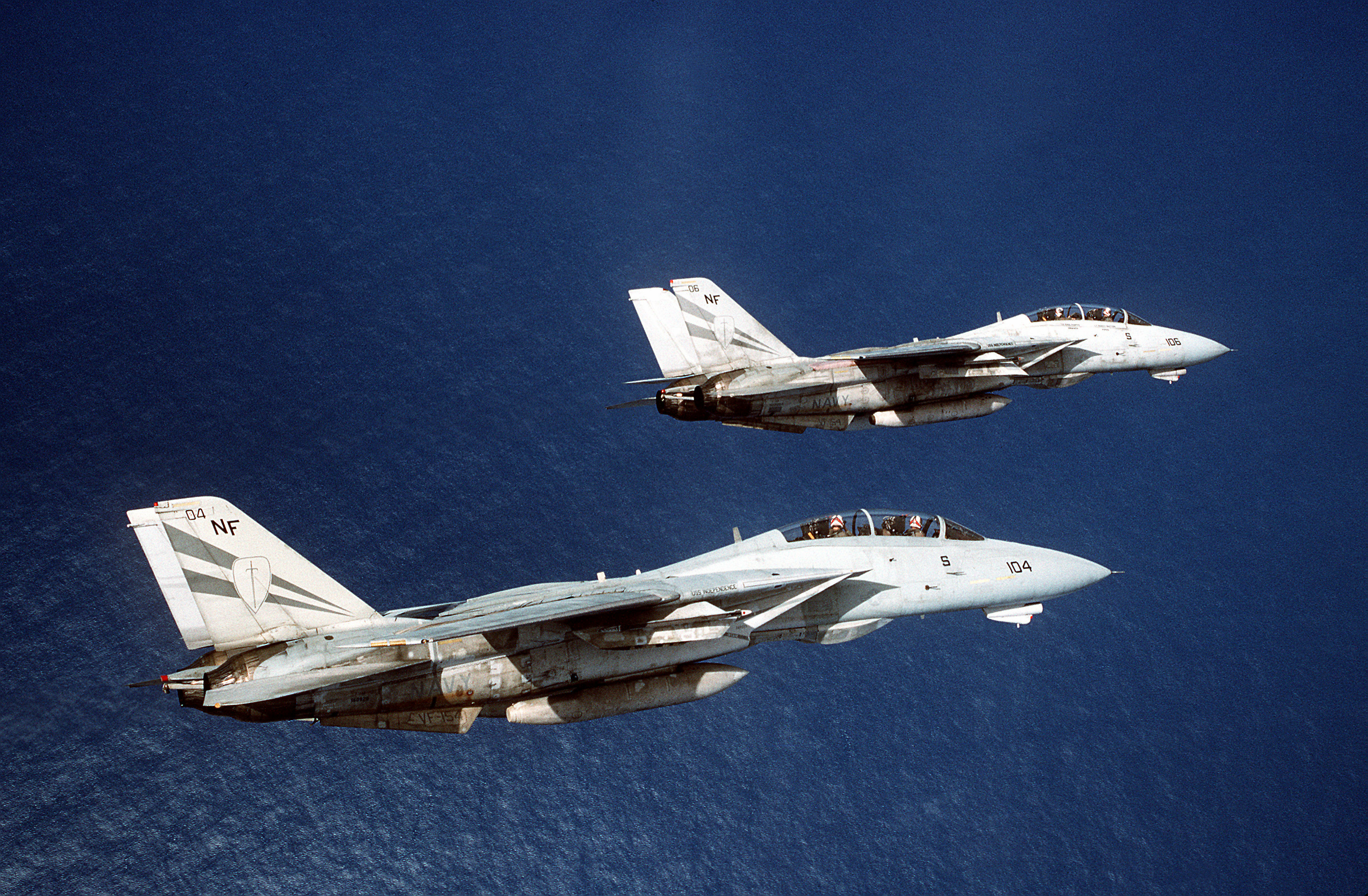
Unos F-14A Tomcat del VF-154 realizan un giro de sección frente a Saipán en las Islas Marianas.

Después de los cruceros a bordo del Constellation, el CVW-15 se movió al USS Independence (CV-62), junto con este portaaviones, el VF-154 y el VF-21 se convirtieron en los primeros escuadrones de F-14 en llegar al Golfo Pérsico como parte de la Operación Desert Shield, aunque no participaron en la Operación Tormenta del Desierto y que regresaron a Estados Unidos junto con el Independence antes de que dicha operación comenzara.
En agosto de 1991, el USS Independence cambió su puerto base a Yokosuka, Japón, para reemplazar al USS Midway. El VF-154 permaneció con el portaaviones pero cambió su dependencia desde la CVW-14 al Ala Aérea Embarcada 5, y desde la NAS Miramar a la NAF Atsugi, convirtiéndose en el primer escuadrón de F-14 desplegada en una base adelantada. Al mismo tiempo de unirse a la CVW-5, el VF-154 se convirtió en el primer escuadrón de F-14 en se desplegado con una capacidad de bombardeo aire-tierra. Junto con el USS Nimitz (CVN-68), el Independence y su ala aérea se vieron involucrados en las operaciones para demostrar la resolución de Estados Unidos para apoyar a Taiwán. Los ejercicios militares de las fuerzas armadas de China realizados en el año 1995 elevaron las tensiones en la región e indicaron la oposición de China a las elecciones presidenciales realizadas en Taiwán.
Con los recortes en los escuadrones de F-14, vio al escuadrón hermano el VF-21 fue descomisionado, dejando a los Black Knights como el único escuadrón de F-14 en al CVW-5. Así como el mantenimiento de su función TARPS el VF-154 se volvió muy activo en el papel aire-tierra y el escuadrón ha continuado regularmente siendo desplegado a bordo del Independence.
Los Black Knights llegaron a Fremantle, Australia, el 11 de abril de 1997, justo después de haber completado su participación en el ejercicio Tandem Thrust (en castellano: Impulso Simultáneo). Con varios de los F-14 pertenecientes al VF-154 dejando sentir el severo envejecimiento de sus estructuras, el escuadrón cambió seis de los peores aviones por seis aviones del VF-213, que los había visitado a bordo del USS Kitty Hawk (CV-63), unas pocas semanas antes. Finalmente los Black Knights recibieron mejoras LANTIRN para sus F-14A en el último cuarto del año 1997 y enero de 1998. Aunque relativamente tarde en el ciclo de mejoras, el VF-154 fue capaz de beneficiarse siendo el primero en recibir los nuevos receptores de alerta de radar AN/ALR-67 para sus F-14. 
Pronto las tensiones mundiales hicieron que el VF-154 fuera puesto en acción, el 5 de enero de 1998 el CVW-5 fue puesto en acción debido a los problemas surgidos en el Golfo Pérsico. El USS Independence llegó al área el 4 de febrero. El VF-154 lideró el primer paquete de vuelos del CVW-5 sobre el sur de Irak dentro de las 24 horas de su arribo. Aunque las tensiones bajaron, el portaaviones y su ala aérea permanecieron en la zona hasta el final de mayo. También se volaron varias misiones como parte de la Operación Southern Watch. Con sus nuevos contenedores LANTIRN el VF-154 fue capaz de proporcionar videos de alta calidad de los potenciales blancos tanto de día como de noche.

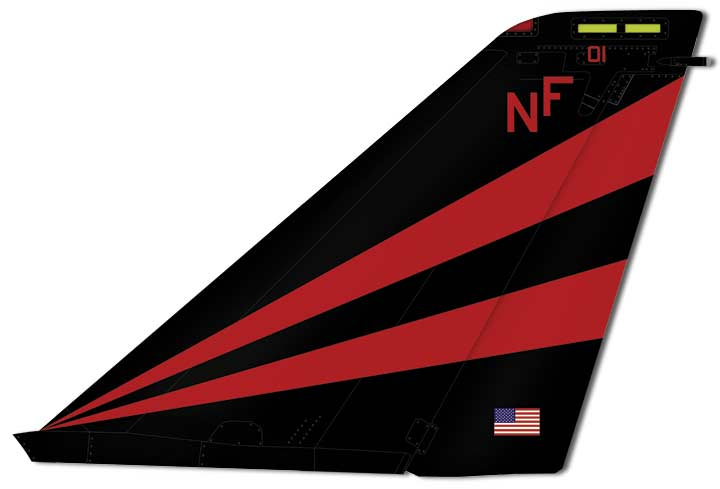
Un F-14 con las marcas del VF-154.

En julio el CVW-5 realizó su último crucero a bordo del USS Independence. Después de cruzar el Océano Pacífico en tránsito hacia Pearl Harbor el ala aérea se cambió al USS Kitty Hawk. Durante la transferencia, el Kitty Hawk recibió la bandera 'Don't Tread On Me' - significando que era el buque más antiguo en servicio activo. El 30 de agosto el portaaviones zarpó en un nuevo crucero. Durante este comenzó el entrenamiento MISSILEX organizado por el VF-154, donde los F-14 dispararon 4 misiles AIM-54 derribando 4 blancos. El crucero continuo con ejercicios Foal Eagle en los mares alrededor de Corea. Cuando los Black Knights finalmente regresaron a puerto durante noviembre ellos habían pasado 240 días en alta mar.
El escuadrón varios premios, los más importantes fueron la 'E' de Batalla de la Flota del Pacífico, 'S' de Seguridad y el de misiles 'Boola-Boola'. Más tarde en el año 1999 el VF-154 obtuvo el premio Clifton. Luego el escuadrón fue desplegado en enero a Guam para entrenamiento SFARP. Unas pocas semanas más tarde recibieron su primeros aviones equipados con el Sistema de Control de Vuelo Digital (en inglés: Digital Flight Control System, DFCS). El 2 de marzo, el VF-154 zarpó a bordo del USS Kitty Hawk para su primer despliegue completo al Pacífico Occidental. Durante los cuatro meses del crucero los Black Knights tomaron parte en el despliegue Tandem Thrust '99, una misión inesperada en el Golfo Pérsico, debido a que el USS Theodore Roosevelt (CVN-71) fue llamado a cubrir los eventos acaecidos en Kosovo), además de visitas a los puertos de Hong Kong, Tailandia y Singapur. En ese mismo crucero dos pilotos alcanzaron las 1000 atrapadas en el mismo día, el capitán R. McHarg, comandante del CVW-5 aterrizó a bordo en un F-14A del VF-154 especialmente pintado. Más tarde de ese mismo día el Oficial Comandante del VFA-27, Comandante K. Hutcheson, hizo su aterrizaje en un F/A-18. Ambos aterrizajes sucedieron en el Golfo Pérsico, donde el Kitty Hawk y el CVW-5 completaron 5.426 misiones, incluyendo 1.356 misiones de combate sobre el sur de Irak.

### Década del 2000

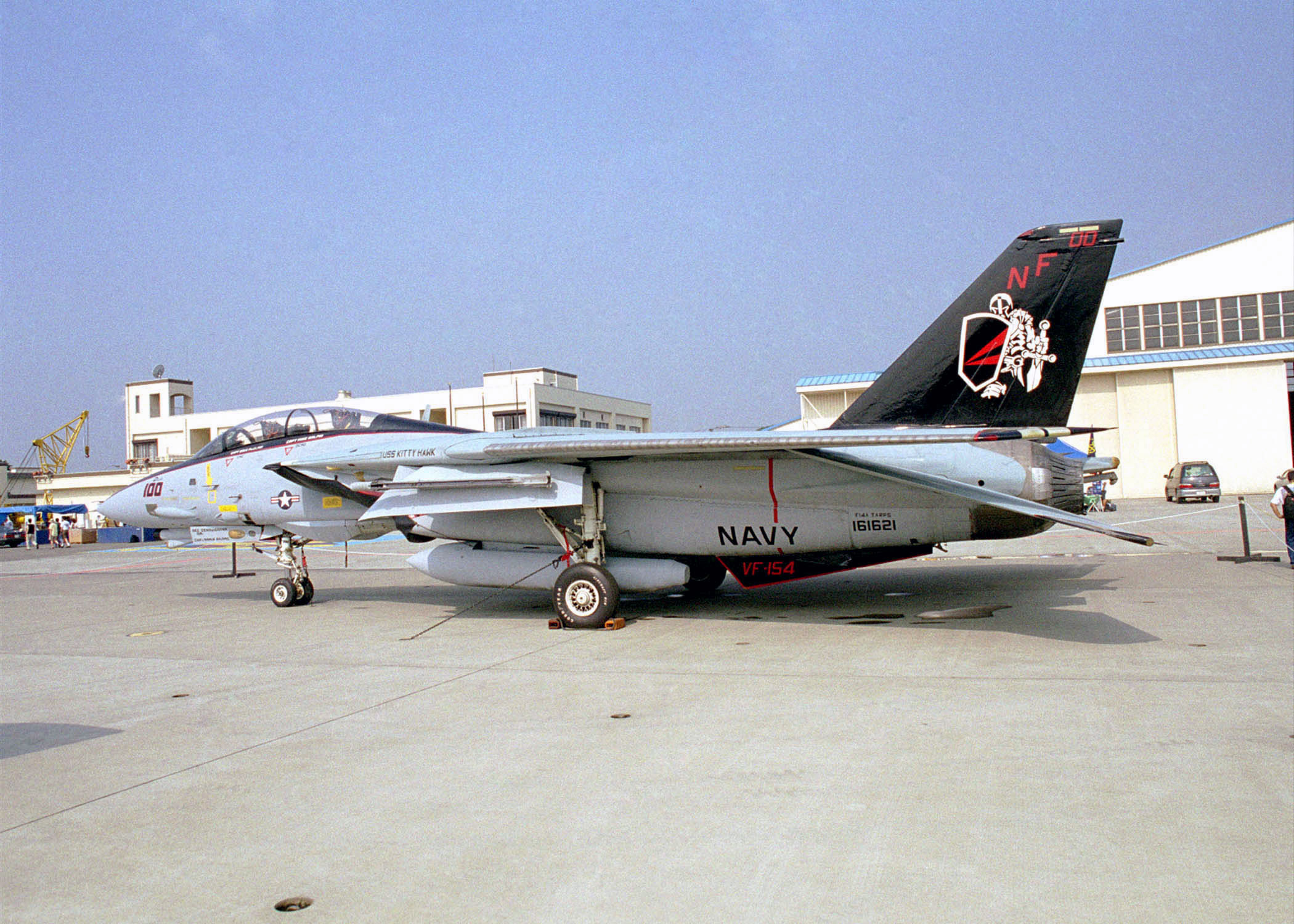
Un F-14 Tomcat perteneciente al VF-154.

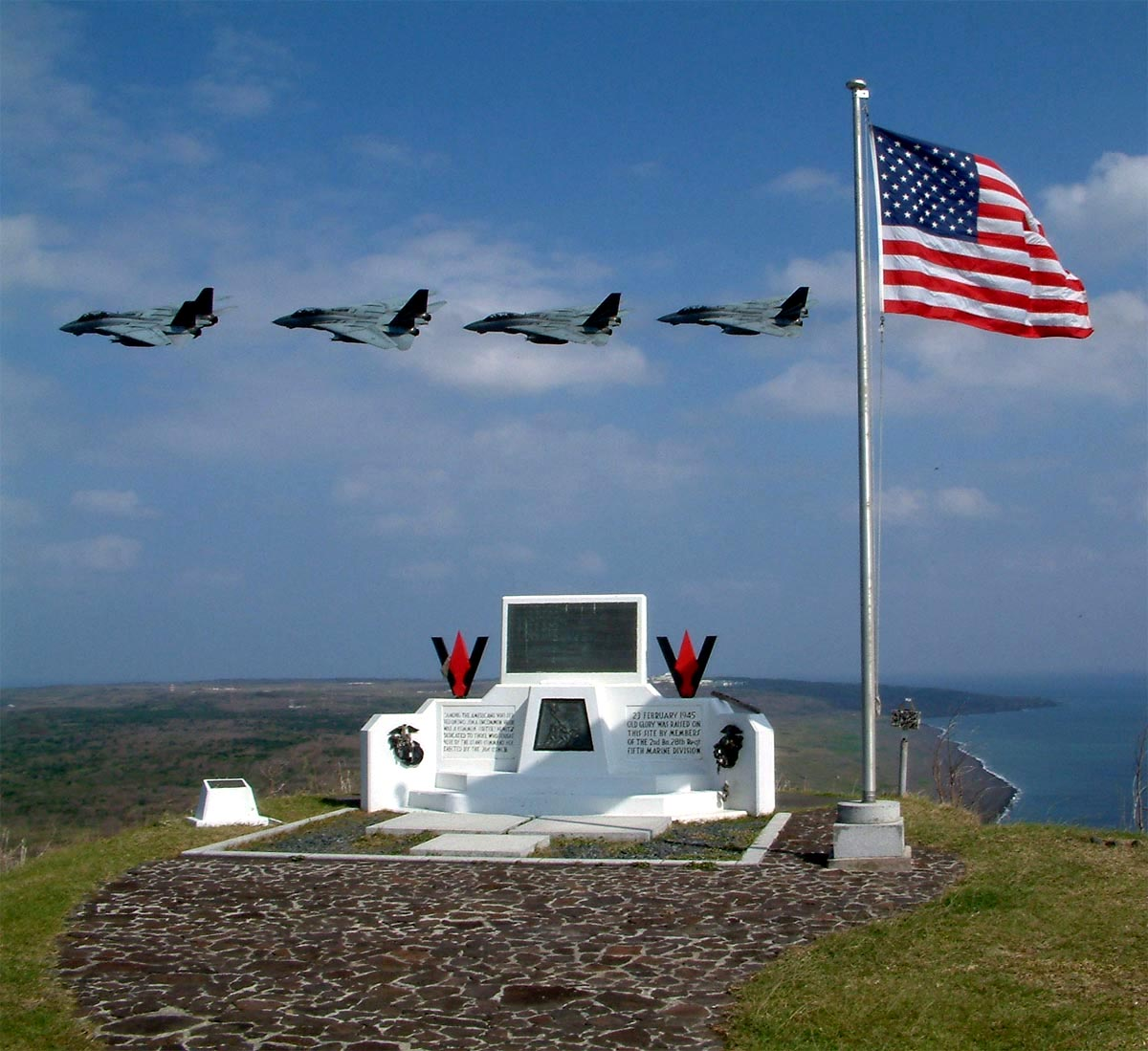
Enero 2003: el VF-154 hace un sobrevuelo el memorial ubicado en la parte superior del Suribachi.

Entre el año 1999 y el 2002, el CF-|154 participaría en cinco despliegues en el Pacífico así como el Océano Índico. En el año 2001, el CVW-5 realizó más de 600 misiones y 100 misiones de combate en apoyo de la Operación Libertad Duradera.
En el año 2003, el VF-154 realizó su último crucero con F-14, esta vez en apoyo de la Operación Iraqi Freedom. Esta fue la primera vez que el CVW-5 sería desplegado en el Golfo Pérsico desde el año 1999. El USS Kitty Hawk llegó al área el 26 de febrero y el CVW-5 fue escogida para ser un ala dedicada al apoyo aéreo cercano. El VF-154 se desplegó con 12 F-14 y envió 5 F-14 y cinco equipos de apoyo a la Base Aérea de Al Udeid en Catar donde estos trabajaron estrechamente con Panavia Tornado de la Real Fuerza Aérea, F-15E, F-16CG y F-16CJ de la Fuerza Aérea de los Estados Unidos, y F/A-18A de la Real Fuerza Aérea Australiana. CENTCOM había contactado al CVW-5 y solicitó específicamente que el Ala Aérea desplegara Tomcat capaces de realizar tareas de control aéreo avanzado y de equipos de apoyo para dar servicio a los otros aviones de la coalición así como a las escuadras de fuerzas especiales que estaban operando en el interior del territorio de Irak. Los F-14 usualmente fueron emparejados con los aviones desplegados en la base aérea, lanzando ellos mismos bombas o guiando a otros aviones con bombas. Los equipos de apoyo realizaban operaciones diarias y por ejemplo en un período de 48 horas el destacamento de los Black Knights voló 14 misiones totalizando 100 horas de vuelo. Los equipos de apoyo en Al Udeid realizaron más de 300 horas de combate y lanzaron 22.680 kilos de armamento, 98 GBU-12, durante los 21 días de estancia en la base.
El 1 de abril de 2003, el VF-154 perdió uno de sus aviones sobre el sur de Irak debido a un desperfecto sufrido en uno de los dos motores y a una falla en el sistema de transferencia de combustible que causó que al segundo motor se le acabara el combustible. La tripulación del avión, ya con dos horas de desarrollo de su misión y habiendo lanzado algunas bombas, se vio obligada a eyectarse y posteriormente fueron rescatados por un helicóptero HH-60G. Este F-14A fue el primer avión de la coalición en estrellarse en Irak desde el comienzo de la Operación Iraqi Freedom.
Los restantes F-14 en el USS Kitty Hawk hicieron una valiosa contribución al esfuerzo de guerra, lanzando 246 GBU-12, 10 GBU-16 y 4 GBU-10 durante 27 días de combate. Hacia el final de la guerra, el VF-154 habían lanzado 358 bombas guiadas por láser, guiado otras 65 bombas lanzadas por otros aviones y pasados las coordenadas de blancos para 32 JDAM durante el curso de 286 misiones. Los Black Knights lanzaron más armamento que cualquier otra unidad de la CVW-5, a pesar de operar con los aviones más antiguos del ala aérea.

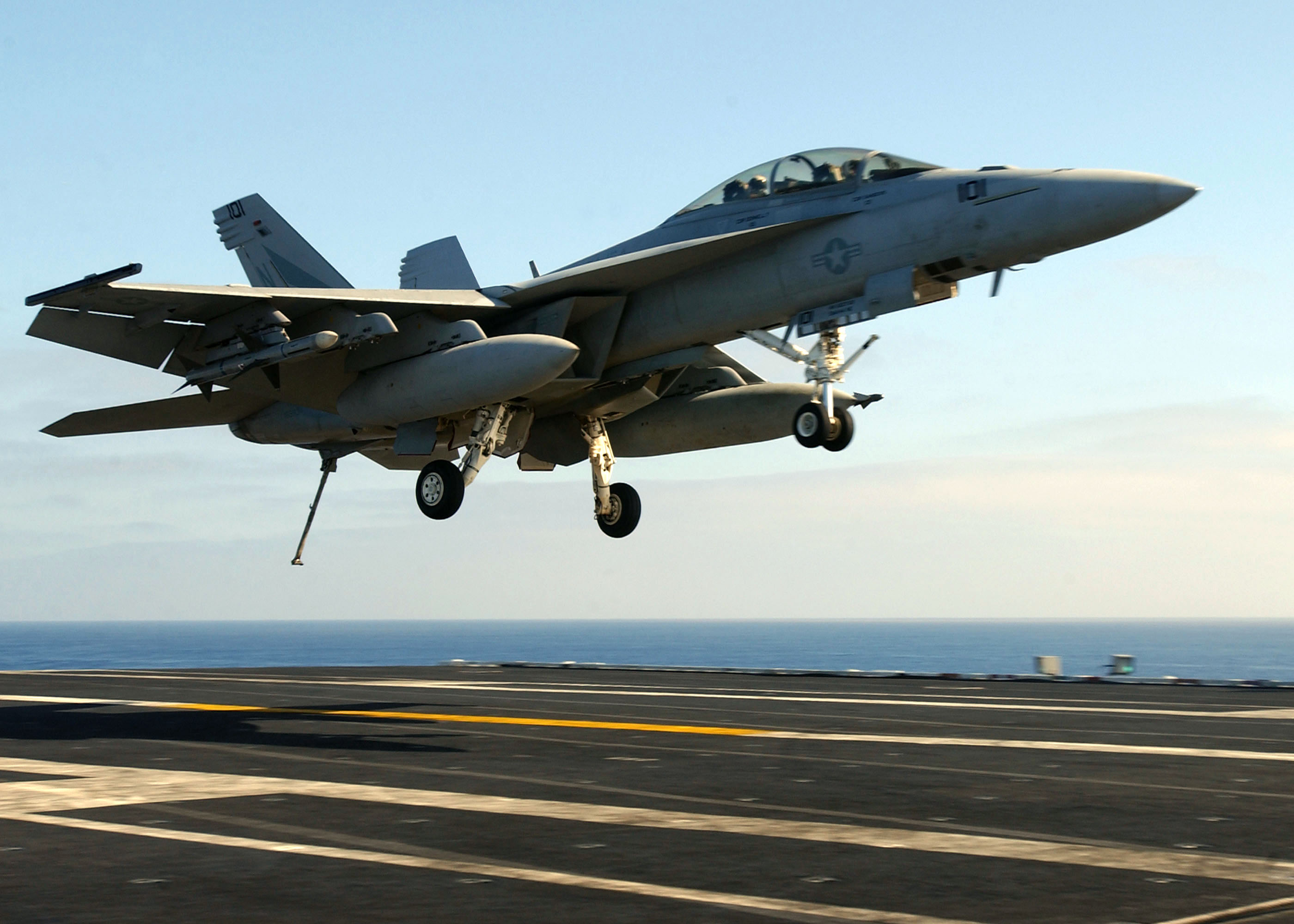
Un F/A-18F Super Hornet perteneciente al VFA-154 en el año 2006.

En septiembre de 2003 los Black Knights dejaron Atsugi por última vez y finalizaron 13 años en Japón y 20 años en el Tomcat. Un mes más tarde el VF-154 fue redesignado como VFA-154 en su nueva base en NAS Lemoore, California y comenzó su transición al caza y avión de ataque F/A-18F Super Hornet. El escuadrón completó su primer crucero usando el Super Hornet en el verano del año 2005 a bordo del USS Carl Vinson (CVN-70), como parte del Ala Aérea Embarcada 9 en apoyo de la Operación Iraqi Freedom. El 6 de abril de 2005, el VFA-154 y el VFA-147 dejaron caer dos bombas de 500 libras guiadas por láser sobre una localización insurgente enemiga en el este de Bagdad.
Cuando el portaaviones Carl Vinson entró en su ciclo de actualizaciones, el CVW-9 y el VFA-154 fueron desplegados en el USS John C. Stennis (CVN-74). El VFA-154 y el CVW-9 se embarcaron en un nuevo despliegue al Golfo Pérsico en la primavera del año 2007 en apoyo de las Operaciones Iraqi Freedom, Enduring Freedom y un ejercicio militar conjunto frente a las costas de Guam llamado Valiant Shield.
El VFA-154 y el CVW-9 zarpó en el USS John C. Stennis en un despliegue planificado en el Pacífico Occidental el 13 de enero de 2009. El VFA-154 y el CVW-9 regresaron a Estados Unidos el 6 de julio después de participar en ejercicios con la Fuerza Marítima de Autodefensa de Japón y los ejercicios anuales Foal Eagle con la República de Corea y el ejercicio conjunto Northern Edge del año 2009. Sin embargo, ellos fueron vistos en el USS John C. Stennis en la película Transformers: la venganza de los caídos.
En octubre de 2009 el VFA-154 se cambió a los nuevos aviones F/A-18F Block II Lot 30/31A con el radar Rhino AN/APG-79 AESA. En el 2010 el escuadrón se cambió del Ala Aérea Embarcada Nueve a la Ala Aérea Embarcada Catorce a bordo del USS Ronald Reagan (CVN-76) y zarpó en su despliegue del 2011 el 2 de febrero. En marzo el VFA-154 operó en las aguas del norte de Japón en apoyo de los esfuerzos de ayuda posteriores al Tsunami denominados Operación Tomodachi. El escuadrón voló misiones de reconocimiento para localizar grupos de sobrevivientes que posteriormente eran rescatados por los helicópteros de la CVW-9. Hacia finales de la primavera y el verano del 2011 los Black Knights se dirigieron al Golfo Pérsico en apoyo de la Operación New Dawn y Operación Enduring Freedom en Irak y Afganistán, respectivamente, así como en los esfuerzos antipiratería realizados en la zona del Océano Índico. El crucero fue el final para la CVW-14, luego los Black Knights pasaron a la CVW-11 a bordo del USS Nimitz (CVN-68) en el año 2012.